# Marciana (Italia)
Marciana è un comune italiano di 2 048 abitanti della provincia di Livorno, situato nella parte occidentale dell'isola d'Elba. Il tratto costiero che rientra nel territorio comunale si affaccia a occidente ed è bagnato dal  Canale di Corsica. Il paese di Marciana si trova all'interno del Parco nazionale dell'Arcipelago Toscano.
(Napoleone Bonaparte, Lettre à Henri Gatien Bertrand, 26 agosto 1814.)

## Geografia fisica

### Territorio
Nel comune si trovano i seguenti rilievi montuosi:
- Monte Capanne
- Monte Giove
- Monte di Cote
- Monte Corto
- La Galera
- Le Calanche
- Le Filicaie
- La Stretta
- La Tavola

### Clima
- Diffusività atmosferica: alta, Ibimet CNR 2002

## Storia
Il toponimo deriverebbe dal nome personale romano Marcius, ma altre ipotesi lo fanno ricondurre all'aggettivo marcidus, in relazione a caratteristiche ambientali o agricole sulla base di altri simili toponimi dell'isola (Marcianella, Stagno marcianese, Fonte marcianese e Poggio marcianese).
Le prime attestazioni documentarie del «Comune Marciane» risalgono al XIII secolo e sono conservate presso l'Archivio storico diocesano di Pisa. Allo stesso periodo risale il primo nucleo della Fortezza. Successivamente, Marciana fu scelta come residenza stagionale da parte dei Principi Appiano, che qui fecero realizzare una Zecca. Ulteriori testimonianze appianee a Marciana sono la Porta di Donna Paola e la Cappella di Sant'Agapito, così intitolata in memoria di Agapito Colonna. Altri edifici religiosi presenti nel borgo di Marciana sono rappresentati dalla Chiesa di San Sebastiano (oggi sconsacrata e trasformata in polo culturale), dalla Cappella di San Liborio, dalla Cappella della Santa Croce e dalla scomparsa Cappella di San Frediano, che si trovava nei pressi dell'attuale municipio del paese. La piazza del paese, caratterizzata da un accentuato sviluppo longitudinale, è nota con l'antico nome di Piazzale della Porta, in riferimento all'attigua porta medioevale di Lorena; altre antiche piazze interne al borgo sono la Piazza del Pesce o della Gogna e del Cantone. Gli antichi rioni del paese sono il Fosso, San Bastiano, la Tomba e il Poiolo.
Il 20 novembre 1943 Marciana fu interessata da un rastrellamento (che coinvolse anche i paesi di Poggio, Sant'Andrea e San Piero in Campo) organizzato dalla Wehrmacht.
Sui monti marcianesi si trovano gli insediamenti protostorici del Monte Capanne, mentre sul litorale sono stati rinvenuti alcuni dei più importanti relitti navali di età romana in Italia, il relitto di Procchio, il relitto di Chiessi e i due relitti di Sant'Andrea.
Testimonianza delle antiche attività pastorali sono i Caprili di Capepe, i Caprili di Campo al Castagno, il Caprile della Stretta, i Caprili di Serraventosa, i Caprili della Tavola, i Caprili della Tabella e il Caprile di Natalino.
Nel territorio comunale di Marciana avvenne il primo incidente aereo (1960) della compagnia Itavia.

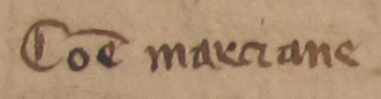
«Co[mun]e Marciane» (1260)

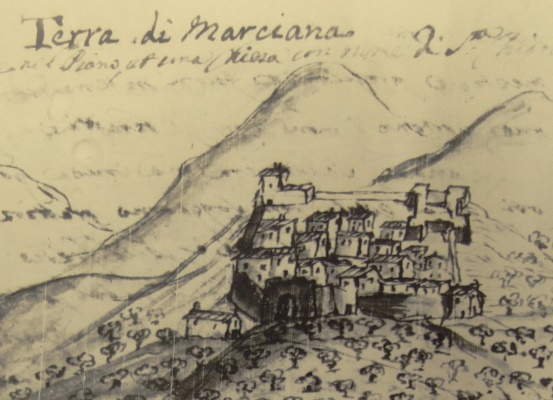
Marciana in un disegno di Antonio Sarri (1728-1732)

### Simboli
Il 13 agosto 2019 è stato ufficializzato l'adeguamento alle norme che regolano l'araldica civica italiana dello stemma comunale che fino ad allora era stato utilizzato anche se privo del necessario decreto di concessione e presentava alcune irregolarità rappresentative. Il decreto presidenziale ha confermato la figura principale dell'incudine con due picconi di nero (invece di due martelli) posti in scaglione rovesciato e introducendo il campo d'argento in luogo di uno d'azzurro; la corona muraria di comune sostituisce una non giustificata corona nobiliare e i tradizionali rami d'alloro e di quercia, decussati e legati dal tricolore, sono inseriti al posto di due rami (forse di alloro) legati da un nastro rosso, presenti in precedenza.
Il gonfalone è un drappo di azzurro.

## Monumenti e luoghi d'interesse

### Architetture religiose
- Chiesa di Santa Caterina
- Chiesa dei Santi Sebastiano e Frediano
- Pieve di San Lorenzo
- Cappella di San Liborio
- Santuario della Madonna del Monte
- Romitorio di San Cerbone
- Chiesa di San Niccolò a Poggio
- Chiesa di San Defendente a Poggio
- Chiesa di San Bartolomeo (ruderi)
- Chiesa di San Frediano (ruderi)
- Chiesa di San Biagio (ruderi)
- Chiesa di San Benedetto (ruderi)
- Cappella di San Francesco[9]

### Architetture civili
- Villa della Valle
- Casetta Drouot

### Architetture militari
- Fortezza Pisana
- Semaforo di Campo alle Serre
- Faro di Punta Polveraia

### Altro
- Zecca di Marciana
- Archivio storico di Marciana
- Accademia del Bello
- Paese medievale di Pedemonte (ruderi)

### Siti archeologici
- Masso dell'Aquila
- Masso dell'Omo
- Monte Giove
- Grotta di Giuliano
- Insediamenti protostorici del Monte Capanne
- Insediamento etrusco di Monte Castello
- Insediamento medievale di Pedemonte

## Società

### Evoluzione demografica
Abitanti censiti

### Etnie e minoranze straniere
Secondo i dati ISTAT al 31 dicembre 2018 la popolazione di Marciana è per circa il 91,66% di cittadinanza italiana. La popolazione straniera residente ammontava a 177 persone, l'8,34% della popolazione. Le nazionalità maggiormente rappresentate in base alla loro percentuale sul totale della popolazione residente erano:
1. Romania, 33 – 1,56%
2. Germania, 30 – 1,41%

## Cultura

### Musei
- Museo archeologico di Marciana
- Museo etnografico Casalino del Castagno
- Accademia del Bello
- Casetta Drouot

## Geografia antropica

### Frazioni
Il comune di Marciana riconosce ufficialmente cinque frazioni:
- Marciana (capoluogo)
- Chiessi (22 m s.l.m., 159 ab.)
- Poggio (330 m s.l.m., 241 ab.)
- Pomonte (20 m s.l.m., 299 ab.)
- Procchio (6 m s.l.m., 441 ab.)

Altre località rilevanti del territorio sono quelle di Colle d'Orano (140 m s.l.m., 92 ab.), Zanca-Sant'Andrea (148 m s.l.m., 188 ab.), Patresi (127 m s.l.m., 99 ab.), Aia (125 m s.l.m., 20 ab.) e Colle di Procchio (45 m s.l.m., 297 ab.).

## Amministrazione
Di seguito è presentata una tabella relativa alle amministrazioni che si sono succedute in questo comune.
| Periodo        | Periodo        | Primo cittadino | Partito                         | Carica  | Note   |
| -------------- | -------------- | --------------- | ------------------------------- | ------- | ------ |
| 4 luglio 1985  | 8 giugno 1990  | Luigi Vagaggini | Democrazia Cristiana            | Sindaco | [ 12 ] |
| 8 giugno 1990  | 24 aprile 1995 | Luigi Vagaggini | Democrazia Cristiana            | Sindaco | [ 12 ] |
| 24 aprile 1995 | 14 giugno 1999 | Luigi Vagaggini | centro-destra                   | Sindaco | [ 12 ] |
| 14 giugno 1999 | 14 giugno 2004 | Luigi Logi      | centro-sinistra                 | Sindaco | [ 12 ] |
| 14 giugno 2004 | 8 giugno 2009  | Luigi Logi      | lista civica                    | Sindaco | [ 12 ] |
| 8 giugno 2009  | 26 maggio 2014 | Anna Bulgaresi  | Il Popolo della Libertà         | Sindaco | [ 12 ] |
| 26 maggio 2014 | 27 maggio 2019 | Anna Bulgaresi  | lista civica: Anna Bulgaresi    | Sindaco | [ 12 ] |
| 27 maggio 2019 | in carica      | Simone Barbi    | lista civica: Per creare futuro | Sindaco | [ 12 ] |